# Kriegsgräberstätte Esbjerg

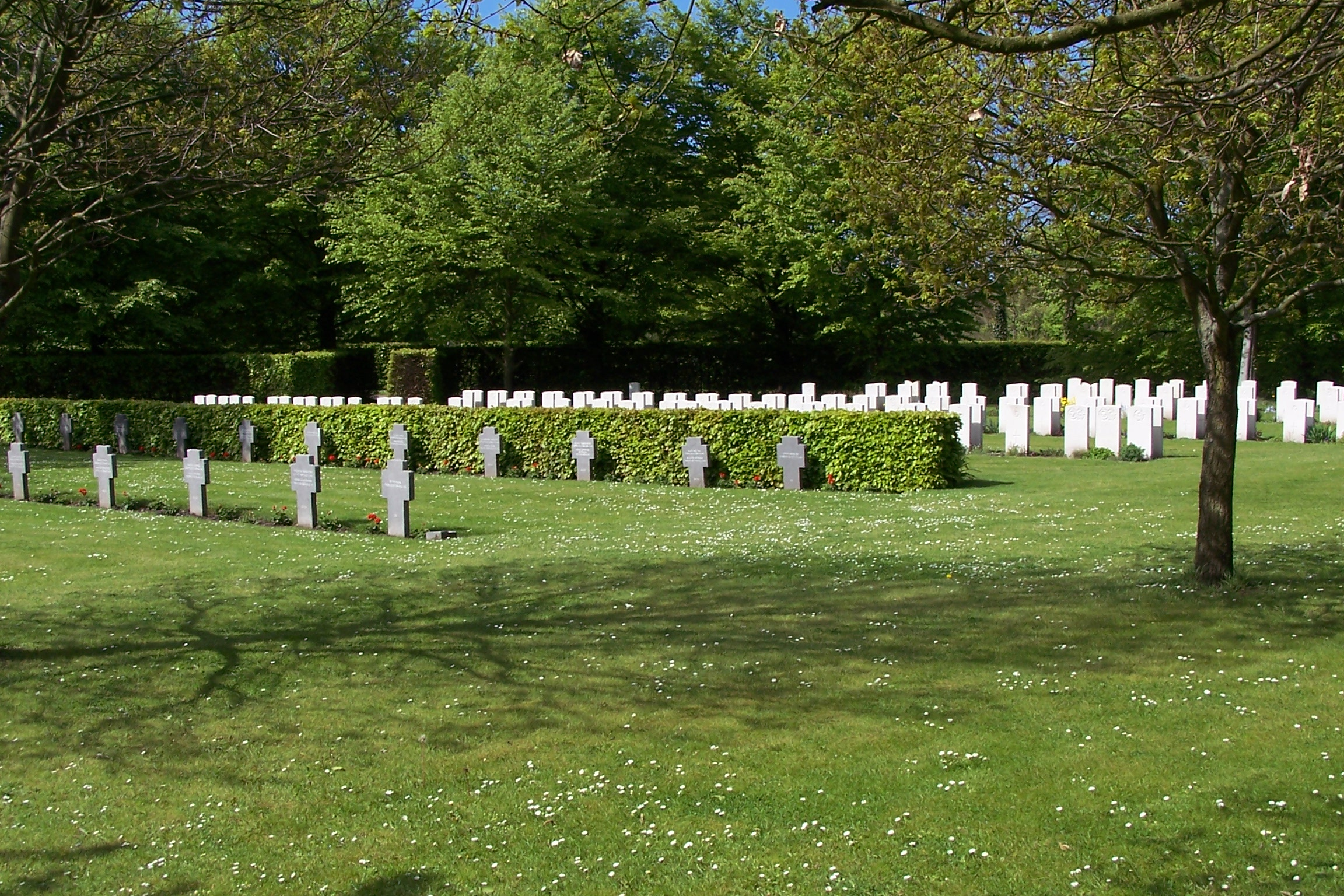
Kriegsgräberstätte Esbjerg: alliierter und deutscher Teil

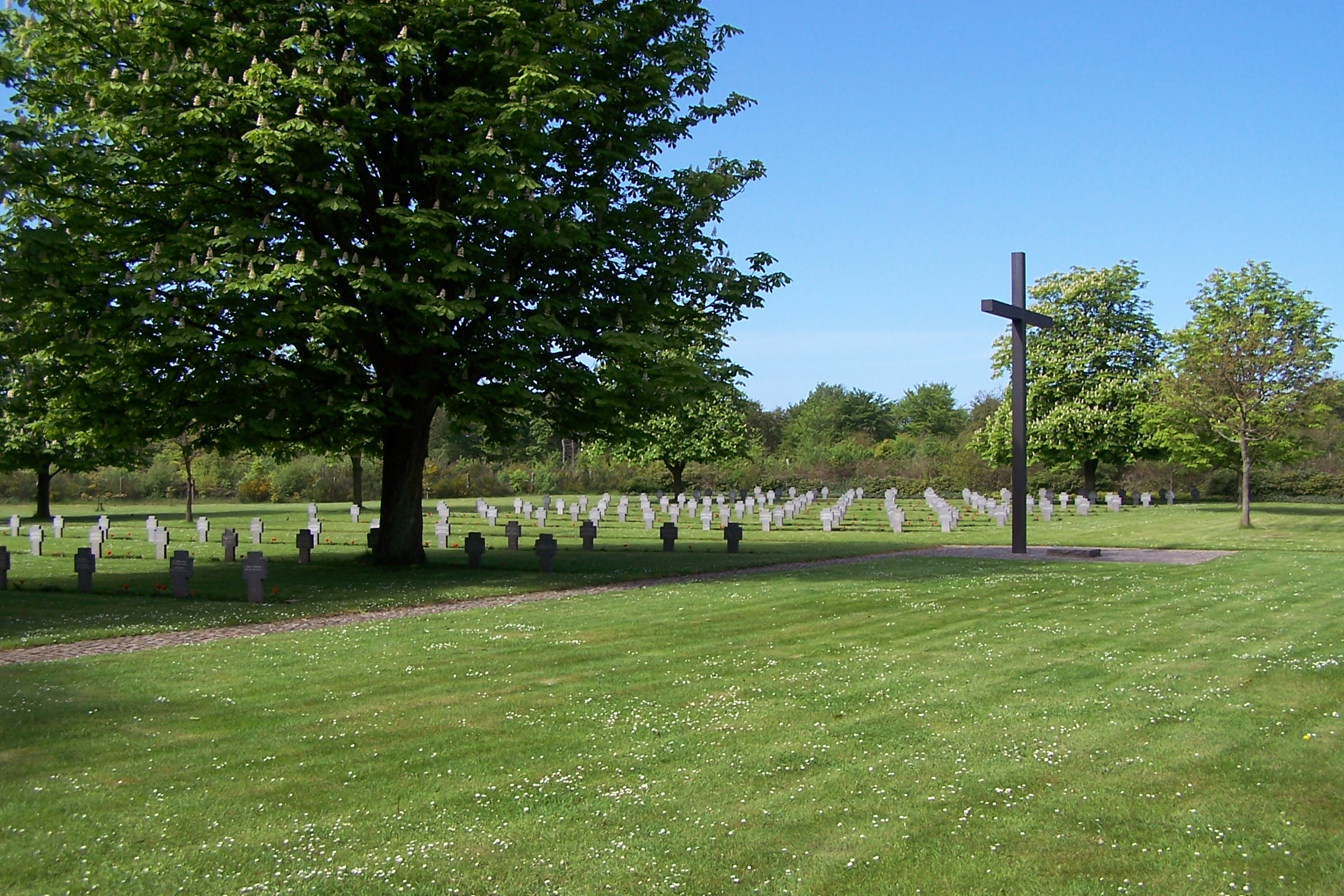
Kriegsgräberstätte Esbjerg: deutscher Teil, große Gräberfläche

Die Kriegsgräberstätte Esbjerg befindet sich auf dem städtischen Friedhof Kirkegaard Fourfeld Gravlund, Gravlundvej in Esbjerg in Dänemark. In drei Gräberfeldern sind hier aus der Zeit des Zweiten Weltkriegs alliierte Soldaten und deutsche Soldaten und aus der Zeit des Kriegsendes und der Nachkriegszeit Flüchtlinge beigesetzt.

## Lage
Vom Hafengebiet nordwärts Richtung Fovrfelt und Hjerting auf dem Hjertingvej. Rechts biegt der Gravlundvej ab. Der Friedhof befindet sich auf der rechten Seite des Gravlundvej.

## Die Toten

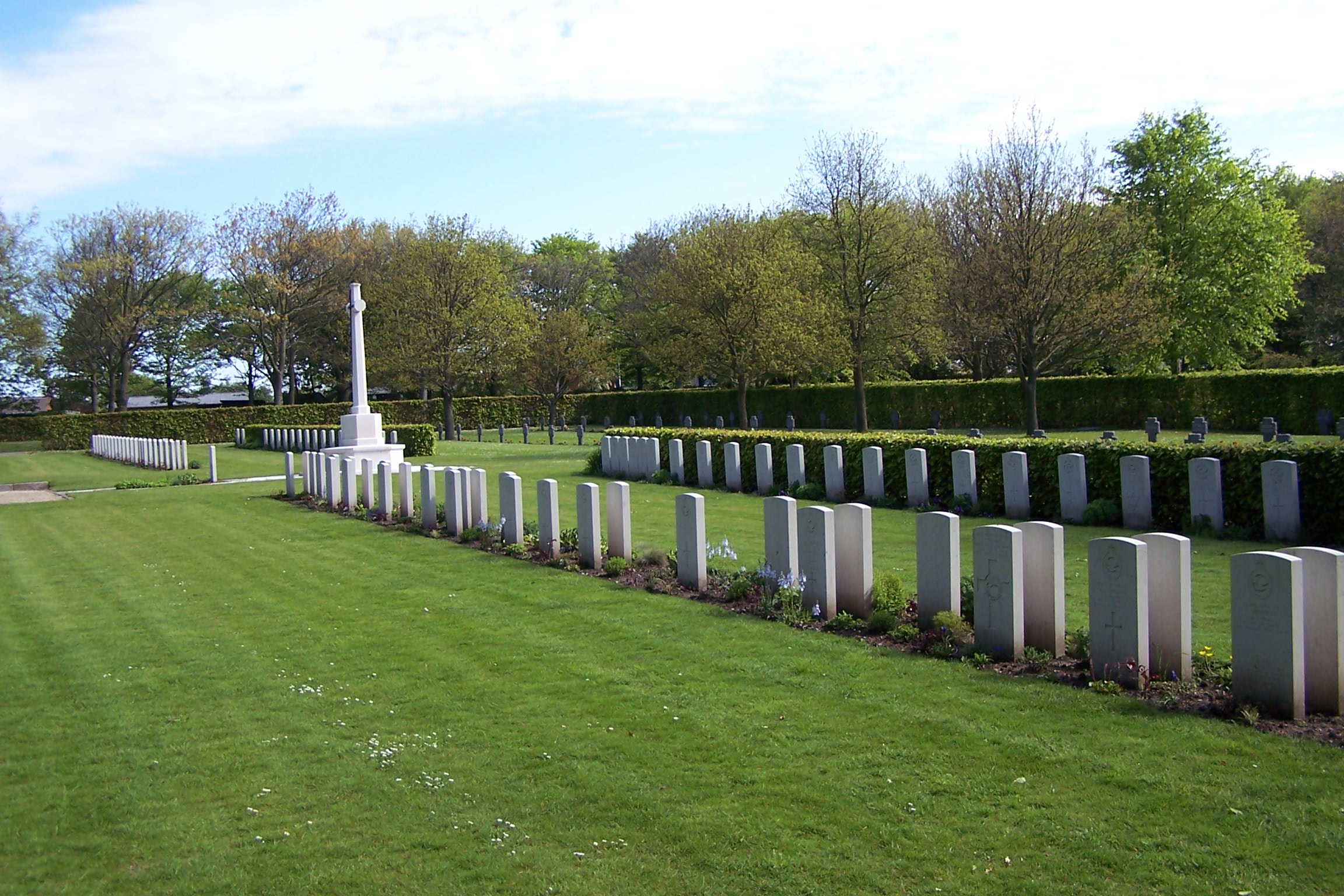
Kriegsgräberstätte Esbjerg: Gräber der Soldaten des Commonwealth

Hier ruhen in einem Teil 272 alliierte Soldaten des Zweiten Weltkriegs. Die in deutschen Lazaretten verstorbenen 1150 Soldaten wurden im angrenzenden Teil beigesetzt. Weiter wurden hier 151 Flüchtlinge, die 1945 und danach starben im Abschnitt B, Block 02 beigesetzt. Darunter waren auch Flüchtlingskinder, die an Entkräftung starben. Die Gräber sind durch Kreuze aus Naturstein gekennzeichnet. Auf jeder Seite sind die Namen von zwei Verstorbenen verzeichnet. Die Namen der in Esbjerg begrabenen alliierten Soldaten wurden digital dokumentiert. Ebenso die Namen der deutschen Flüchtlinge und Soldaten.